# Éclipse solaire du 2 juillet 2019
L'Éclipse solaire du 2 juillet 2019 est une éclipse solaire totale.
C'est la 12e éclipse totale du XXIe siècle, mais le 14e passage de l'ombre de la Lune sur Terre (en ce siècle).

## Parcours

Parcours de l’éclipse sur la Terre.

Cette éclipse totale commence dans l'océan Pacifique Sud et le traverse presque intégralement ; puis touche le sud de l'Amérique du Sud, approximativement au centre du Chili dans la soirée locale, et termine sur la côte est de l'Argentine.